# Aimé-Joseph Escudie
Aimé-Joseph Raymond Escudie (ur. 28 maja 1927 w Béziers, zm. 24 listopada 2015 tamże) – francuski bokser, mistrz Europy z 1947,  olimpijczyk.
Zdobył złoty medal w wadze średniej (do 73 kg) na mistrzostwach Europy w 1947 w Dublinie, wygrywając m.in. w ćwierćfinale z Antonim Kolczyńskim, w półfinale z Júliusem Tormą z Czechosłowacji i  w finale z Wallym Thomem z Anglii.
Odpadł w ćwierćfinale tej kategorii wagowej na igrzyskach olimpijskich w 1948 w Londynie po wygraniu dwóch walk oraz porażce z Irlandczykiem Mickiem McKeonem.
W 1948 przeszedł na zawodowstwo. Walczył w kategorii ciężkiej. Stoczył 6 pojedynków, z których wygrał 4, a przegrał 2. Zakończył karierę w marcu 1949 po operacji siatkówki.